# 2002 VV130
2002 VV130, também escrito como 2002 VV130, é um objeto transnetuniano que está localizado no Cinturão de Kuiper, uma região do Sistema Solar. Este corpo celeste está em uma ressonância orbital de 3:5 com o planeta Netuno. Ele possui uma magnitude absoluta de 7,7 e tem um diâmetro estimado com 127 km.

## Descoberta
2002 VV130 foi descoberto no dia 7 de novembro de 2002, pelo astrônomo Marc W. Buie.

## Órbita
A órbita de 2002 VV130 tem uma excentricidade de 0,169 e possui um semieixo maior de 42,277 UA. O seu periélio leva o mesmo a uma distância de 35,150 UA em relação ao Sol e seu afélio a 49,403 UA.